# Сан-Джоріо-ді-Суза
Сан-Джоріо-ді-Суза (італ. San Giorio di Susa, п'єм. San Gieuri) — муніципалітет в Італії, у регіоні П'ємонт,  метрополійне місто Турин.
Сан-Джоріо-ді-Суза розташований на відстані близько 560 км на північний захід від Рима, 45 км на захід від Турина.
Населення — 1024 особи (2014).
Щорічний фестиваль відбувається 23 квітня. Покровитель — святий Юрій.

## Демографія
Населення за роками:

Станом на 1 січня 2023 року в муніципалітеті офіційно проживало 45 іноземців з 15 країн, серед них 32 громадяни країн Євросоюзу та 1 громадянин України.

## Сусідні муніципалітети
- Бруцоло
- Буссолено
- К'янокко
- Коацце
- Рур
- Сан-Дідеро
- Віллар-Фокк'ярдо